# Ritratto di giovinetta (Rosso Fiorentino)
Il Ritratto di giovinetta è un dipinto a olio su tavola (45x33 cm) attribuito a Rosso Fiorentino o, più recentemente, Giovanni Larciani (il maestro dei Paesaggi Kress), databile al 1510 circa e conservato nella Galleria degli Uffizi di Firenze.

## Storia e descrizione
L'opera è in genere attribuita alla primissima attività dell'artista, prima degli affreschi nel Chiostrino dei Voti della basilica della Santissima Annunziata. L'acerbità delle caratteristiche stilistiche ne rende difficoltosa un'assegnazione certa all'autore, rifiutata ad esempio dal Kusemberg.
Sullo sfondo di un paesaggio sinteticamente accennato, con due alberelli che si stagliano su un cielo digradante, è collocato il busto di una ragazza, di tre quarti verso sinistra. L'abbigliamento ricorda quello dei primi anni del Cinquecento, con un vestito nero, con inserto verde, a scollatura quadrata, dalle maniche intercambiabili gialle; sulla spalla destra è posato un drappo rosso. Una collana entra nel décolleté, il cui orlo  è rifinito da una trina candida, un velo copre la testa. Si tratta di un abbigliamento molto simile, ad esempio, a quello della Gravida di Raffaello, del 1505-1506 circa. Ciò contrasta con l'esile aureola dorata appena percepibile dietro la testa, che farebbe invece pensare alla figura di una santa: nell'ultimo restauro (2012), l'aureola e il velo si sono rivelati infatti apocrifi, aggiunti per far assomigliare la donna a una Maria Maddalena. Venne anche attenuato lo scollo e aggiunta un'ampollina.
La ragazza, accennante un delicato sorriso, assomiglia ad alcune fanciulle nella Natività della Vergine di Andrea del Sarto e dell'Assunzione di Rosso, opere entrambe al Chiostrino dei Voti dell'Annunziata. Essa è posta sullo sfondo di un paesaggio accennato da veloci notazioni naturali (due alberelli, una coltre indefinita di arbusti) e da un cielo in toni digradanti, più chiari all'orizzonte.
Una radicale pulitura in antico ne ha compromesso in parte il colore. Si trova esposta agli Uffizi dal 1894.